# Meroplius beckeri
Meroplius beckeri är en tvåvingeart som först beskrevs av de Meijere 1906.  Meroplius beckeri ingår i släktet Meroplius och familjen svängflugor. Inga underarter finns listade i Catalogue of Life.